# 入間ショッピングプラザ サイオス
入間ショッピングプラザ サイオス（いるまショッピングプラザ サイオス、SAIOS）は、エスシー豊岡株式会社が運営する埼玉県入間市の複合型商業施設。

## 概要
豊岡第一北地区第一種市街地再開発事業によって、ペデストリアンデッキの「さんかくはし」、駐車場棟の「豊岡パークビル」と同時に商業棟として整備された、地下1階・地上5階建ての商業施設である。
1997年（平成9年）10月17日、480台を収容する立体駐車場「豊岡パークビル」とともにオープンした。初年度売上高は70億円を見込んでいた。1998年4月から1999年3月までの売上高は54億2100万円、1999年4月から2000年3月までの売上高は49億7000万円。
「SAIOS」という愛称は公募により決定されたものであり、彩の国のSAI、私たちのという意味のOurのO、ショッピングセンターのSをつなげたものである。考案者は入間市在住の女性である。

## 建設経緯
入間市における1町6村の合併後、豊岡地区では扇町屋の国道16号武蔵中央通り線沿線で商店街が発達するも、交通量が多く、沿道環境の悪化が問題となっていた。そのため、武蔵中央通り線の西側を通るバイパスが開通したが、モーターリゼーションの発達と郊外地域への大型店舗の出店により、商店街は衰退していった。そこで、豊岡地区の再開発が検討され、丸広百貨店の誘致とともに「新たな生活拠点の創造」を目的として再開発事業が推し進められた。
地元商店主らの要望により豊岡第一北地区第一種市街地再開発事業と同時に豊岡第一土地区画整理事業も進められることとなり、店舗や事業所、住宅が密集・混在していた当地区において、区画整理により商業棟と駐車場棟、ペデストリアンデッキが整備されることになった。
当初は忠実屋をキーテナントとして入居させる予定で、忠実屋とは覚書や建物賃貸借予約・消費貸借等契約も交わしていたが、忠実屋がダイエーに吸収合併されたため一旦は破談。しかし、忠実屋との契約があったため、ダイエー子会社のダイエー・アゴラとの出店交渉を継続し、1994年（平成6年）11月4日にダイエー・アゴラが運営するオーパの地下1階と地上1階への入居が内定したとの報道がなされたものの、1995年（平成7年）2月、ダイエーが撤退。その後、同年5月に商業コンサルタントへ業務委託することとした。日本トイザらスとは、1994年11月に建物賃貸借予約契約書を締結し、2階への入居が内定していた。1994年11月の時点では、3階にはスポーツ用品店が入居する予定だった。

## テナント
オープン当初、地上2階の玩具量販店トイザらスを核テナントに、地下1階にはスーパーのたいらや、3階に電化製品のラオックス、4階にボウリングのBOWLEXいるまを入居させ、1階はファッションフロアとしてアメリカ屋などの衣料店や花屋、DPEのフジカラーパレットプラザが入居していた。地下1階、2階、3階の空きスペースにはドラッグストアや駄菓子屋、写真館があり、当初は計16店のテナントが入居していた。
地下1階のたいらやには、西武入間ペペや丸広百貨店入間店など、計30店もの競合店が同一商圏にあった。このため、食品部門においては、価格競争力の高い西武入間ペペと高品質の商品を高価格で販売する丸広百貨店入間店を意識し、丸広百貨店入間店と同一程度の品質の商品を西武入間ペペと同一程度の価格で提供した。また、青果は品質重視の品揃えとし、惣菜では売場の45パーセントを米飯類にあて、惣菜だけで日に50万円以上の売上を見込んだ。そして、鮮魚部門においては、西武入間ペペの大和水産、丸広百貨店入間店の東信水産に対抗し、たいらやにおいては初のカテゴリーキラーとして魚力を入店させた。しかし、直営では3人で運営する鮮魚売場を、魚力は5人で運営していたことが非効率的であるとされ、1998年2月鮮魚売場は直営化された。たいらやの売り場面積は1808平方メートルだった。
たいらやは2000年5月7日付けで業績低迷のため閉店し、たいらや所有の不動産であったため地元のスーパーマーケットへ賃貸する形で6月中旬より引き継がれることとなった。エイムが入店したが、エイムは2008年7月18日に新鮮市場としてリニューアルオープンの後、2013年3月31日に閉店した。同年11月27日より、地下1階ではスーパーセンタートライアルサイオス入間店が営業している。
1階ではアメリカ屋も撤退、跡地にはザ・ダイソーなどが入居。
2階のトイザらスは2019年8月31日にて閉店する。同じ階には駄菓子屋夢やも開設当初から入居していたが2022年12月31日閉店。
3階のラオックスは2004年2月29日閉店し、ジョーシンが「ピットワン入間サイオス店」という店名で2004年11月19日に開店した。ジョーシンは「入間サイオス店」という店名を経て、2012年2月10日より「アウトレット入間サイオス店」という店名になり、2016年9月4日に閉店した。3階には、室内公園のピュアハートキッズランドが2019年4月20日に、フィットネスジムであるFIT365が同年4月27日に、それぞれ開店している。
4階のボウリング場はサイオスボウルという店名になった後、ストライカーズサイオスボウルという店名を経て、再度サイオスボウルという店名で営業している。また、2012年3月20日より元西武ライオンズの熊澤とおるが運営する野球塾「リアル・ベースボール・アカデミー」が併設されている。